# 不祥事 (小説)
『不祥事』（ふしょうじ）は、池井戸潤の経済小説。『月刊ジェイ・ノベル』2003年4月号、2004年1月号から7月号に掲載され、2004年8月7日に実業之日本社より刊行された。2007年8月に講談社文庫版が発売され、2011年11月15日には講談社文庫新装版が刊行された。
2014年4月2日に実業之日本社より、池井戸潤の10年ぶりの「あとがき」を収録してジェイノベル・コレクション版が発売され、2016年2月20日に実業之日本社文庫より文庫版が刊行された。
2014年に『花咲舞が黙ってない』（はなさきまいがだまっていない）のタイトルでテレビドラマ化された。
2016年1月17日から10月10日まで『読売新聞』朝刊に、『不祥事』の続編として新聞小説『花咲舞が黙ってない』が連載され、2017年9月に同タイトルで中央公論新社（中公文庫）より文庫化された。

## 制作背景
エンターテインメント性を強く出し、現実にはできないことをキャラクターがやり、読者に漫画のように面白がってもらえる作品を目指して執筆された。池井戸の作品の中で唯一女性が主人公の作品（2023年現在）で、「男性ばかりを主人公にしていたので、今度は女性を描いてみよう」と思ったのがきっかけである。しかし、「オッサンの作家が女性の内面や心情を描くことは不可能」と当初から諦め、それらは描写されておらず、主人公・花咲舞の言動はどちらかというと「オッサン」に近いと池井戸は述べている。
年代は特に設定されていないが、次作『花咲舞が黙ってない』によれば、「ときは世紀末の頃」と記されていることから、それ以前であることが確定している。また舞台となる東京第一銀行は、『花咲舞が黙ってない』において「半沢直樹シリーズ」の舞台となる東京中央銀行の前身行の一つであることが示されており、同シリーズの「銀翼のイカロス」の人物が同作にも登場している。

## あらすじ
大手都市銀行・東京第一銀行の支店で起こる様々な問題を、花咲舞と相馬健の本部臨店班のコンビが解決していく姿を描く。
激戦区
自由が丘支店では最近トラブルが多発していた。職場いじめ、三千万円の誤払いなどの事件を解決するために相馬と花咲が臨店する。
三番窓口
一億円規模の詐欺計画と並行して、真藤一派対相馬・花咲コンビの戦いが勃発する。
腐魚
老舗百貨店のオーナー社長、伊丹清吾に食い込もうとする真藤を描きつつ、相馬と花咲が訪れた新宿支店での融資トラブルを描く。
主任検査官
小規模店、武蔵小杉支店に金融庁の検査が入る。相馬と花咲は内部告発者を探るべく、武蔵小杉支店に送り込まれる。
荒磯の子
激務で知られる蒲田支店に相馬と花咲が応援として送り込まれるが、実は真藤一派の差し金であり、ボロを出させて臨店失格という烙印を押そうとする。その中、激務中に花咲が「荒磯の子」という子供会の口座の動きが不自然であることに気付く。
過払い
相馬と花咲が臨店中の原宿支店で、過払いというトラブルが発生する。店頭係の中島聡子が、現金を百万円多く客に渡してしまう。
彼岸花
真藤宛に季節外れの彼岸花が送られてくる。「縁起でもない、捨ててしまえ」と真藤から指示された児玉だが、奇妙なことに気付く。そして、企画畑を歩いてきた真藤の輝かしい経歴に思いを巡らすのだった。
不祥事
取引先の伊丹百貨店から預かった、約九千人分の給与データを格納した光ディスクが紛失する。事実関係を究明する調査委員会の委員長に真藤が、委員に相馬と花咲が選ばれる。

## 登場人物
花咲舞（はなさき まい）
東京第一銀行本部 事務部事務管理グループ。相馬健は代々木支店時代の上司。
優秀なテラー（窓口担当者）で、代々木支店時代は人気の花形テラーだった。
相馬健（そうま けん）
東京第一銀行本部 事務部事務管理グループ調査役。
優秀な融資係だったが、課長代理として栄転した赤坂支店で当時の副支店長と衝突し出世コースから外れた。
代々木支店時代の部下が花咲舞だった。
辛島伸二朗（からしま しんじろう）
東京第一銀行本部 事務部長。
芝崎太一（しばざき たいち）
東京第一銀行本部 事務部次長。
真藤毅（しんどう たけし）
東京第一銀行本部 企画部長兼執行役員。将来の頭取候補と言われるエリート。真藤派閥を形成している。
児玉直樹（こだま なおき）
東京第一銀行本部 企画次長。真藤派閥の若手リーダー。
伊丹清吾（いたみ せいご）
東京第一銀行の優良取引先の老舗百貨店である伊丹百貨店のオーナー社長。
伊丹清一郎（いたみ せいいちろう）
東京第一銀行新宿支店所属。伊丹百貨店の御曹司で、伊丹清吾の息子。入行三年目。

## 書籍情報
池井戸潤『不祥事』
- 単行本：実業之日本社、2004年8月7日、ISBN 978-4-408-53461-9[2]
- 文庫本：講談社文庫、2007年8月、ISBN 978-4-06-275803-1[1]、[注 1]
- 文庫（新装版）：講談社文庫、2011年11月15日、ISBN 978-4-06-277137-5[3][注 2]
- Jノベル・コレクション：実業之日本社、2014年4月2日、ISBN 978-4-408-53643-9[4][注 3]
- 文庫本：実業之日本社文庫、2016年2月20日、ISBN 978-4-408-53643-9[5]

| タイトル   | 初出                              |
| ---------- | --------------------------------- |
| 激戦区     | 『月刊ジェイ・ノベル』2004年1月号 |
| 三番窓口   | 『月刊ジェイ・ノベル』2004年2月号 |
| 腐魚       | 『月刊ジェイ・ノベル』2004年3月号 |
| 主任検査官 | 『月刊ジェイ・ノベル』2004年4月号 |
| 荒磯の子   | 『月刊ジェイ・ノベル』2004年5月号 |
| 過払い     | 『月刊ジェイ・ノベル』2003年4月号 |
| 彼岸花     | 『月刊ジェイ・ノベル』2004年6月号 |
| 不祥事     | 『月刊ジェイ・ノベル』2004年7月号 |

文庫を元にオーディオブック化されていて、大森ゆきと佐藤恵の朗読により、2018年にAudibleからデータ配信された。

## テレビドラマ
2014年4月16日から『銀行総務特命』も原作に『花咲舞が黙ってない』（はなさきまいがだまってない）のタイトルで、日本テレビ系で杏主演でテレビドラマ化された。また、2015年7月8日から同テレビ系同日同時間帯で第2シリーズが放送された。

## 漫画
2014年7月号から2015年9月号まで『花咲舞が黙ってない』のタイトルで、『Kiss』（講談社）六多いくみ作画で漫画化され連載され、2015年に書籍化された。